# Jordi El Niño Polla
Jordi El Niño Polla, pseudonimo di Ángel Muñoz García (Ciudad Real, 11 settembre 1994), è uno youtuber, attore pornografico e regista pornografico spagnolo.

## Biografia
È nato e cresciuto a Ciudad Real, in Spagna.

### Attività nella pornografia
Nel 2013, all'età di 18 anni, dopo aver inviato la sua candidatura per un casting del produttore spagnolo di porno online Fakings ottiene una risposta positiva ed inizia quindi ufficialmente l'attività di attore pornografico. Uno dei produttori della società, mentre lavorava per loro lo soprannomina "El Niño Polla" per la sua minuta struttura e per il suo aspetto giovanile.
Nel marzo 2016 viene contattato su Twitter dalla società di produzione Brazzers per girare alcune scene; dopo che una di queste è stata il video più visto della compagnia dello stesso anno gli è stato offerto un contratto esclusivo. Nello stesso anno ha iniziato inoltre la carriera come regista pornografico.
Nel 2017 ha ottenuto una nomination XRCO Awards (categoria New Stud of the Year) ed una AVN Awards (categoria Best Male Newcomer). Nel 2019, dopo essere stato nominato nella categoria "Most Popular Male Pornstar By Women" dei Pornhub Awards ha vinto il premio della categoria "Most Popular Male Performer", premio ottenuto anche l'anno successivo.

### Attività come youtuber
Il 27 ottobre 2017 ha lanciato il suo canale YouTube ufficiale. Il primo video che ha caricato ha ricevuto quasi 10 milioni di visualizzazioni ed in meno di due mesi, il suo canale ha ricevuto il Gold Play Button per aver superato 1.000.000 di iscritti.

## Filmografia parziale
- The Parodies 7
- Rocco's Intimate Castings 4
- The Parodies 6
- Ma mère préfère les jeunes
- Nacho: Perverted
- Fucking Amateurs 4: MILFs

## Premi e riconoscimenti

### Solo nomination
- 2017 – candidatura per il premio AVN Award for Best Male Newcomer
- 2017 – candidatura per il premio XRCO Award for New Stud
- 2020 – candidatura per il premio XBIZ Award for Best Sex Scene - Comedy Release per il film Plow-Her Walking girato insieme a Sally D'Angelo